# 圣马尔苏巴隆
圣马尔苏巴隆（法語：Saint-Mars-sous-Ballon，法語發音：[sɛ̃ maʁ su balɔ̃]，意为“巴隆下方的圣马尔”）是法国萨尔特省的一个旧市镇，属于勒芒区。2016年，圣马尔苏巴隆与市镇巴隆合并为新市镇巴隆-圣马尔。

## 地理
圣马尔苏巴隆（48°10'21"N, 0°14'44"E）面积18.2 平方千米，位于法国卢瓦尔河地区大区萨尔特省，该省份为法国西北部内陆省份，北起顺时针与奥恩省、厄尔-卢瓦省、卢瓦-谢尔省、安德尔-卢瓦尔省、曼恩-卢瓦尔省和马耶讷省接壤，是法国大西部的入口，连接卢瓦尔河谷、布列塔尼和巴黎盆地。
与圣马尔苏巴隆接壤的市镇（或旧市镇、城区）包括：苏利涅苏巴隆、博费、库尔瑟伯夫、库尔瑟蒙、梅济耶尔叙蓬图安。

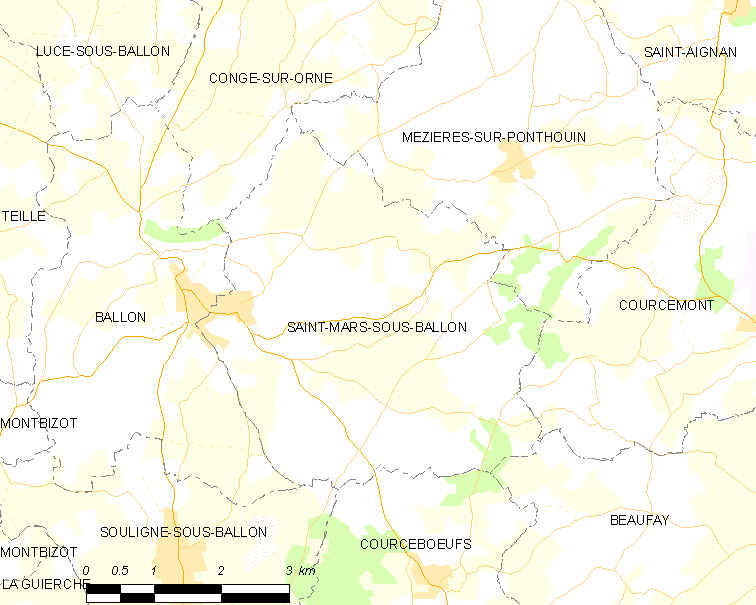
圣马尔苏巴隆的OSM定位图

圣马尔苏巴隆的时区为UTC+01:00、UTC+02:00（夏令时）。

## 行政
圣马尔苏巴隆的邮政编码为72290，INSEE市镇编码为72301。

## 政治
圣马尔苏巴隆所属的省级选区为博内塔布勒县。

## 人口

1962-2008年间圣马尔苏巴隆人口变化图示

圣马尔苏巴隆于2018年1月1日时的人口数量为871人。